# Ludwig Hahn

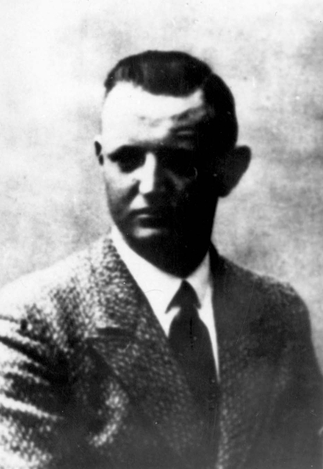
Ludwig Hahn (1930er Jahre)

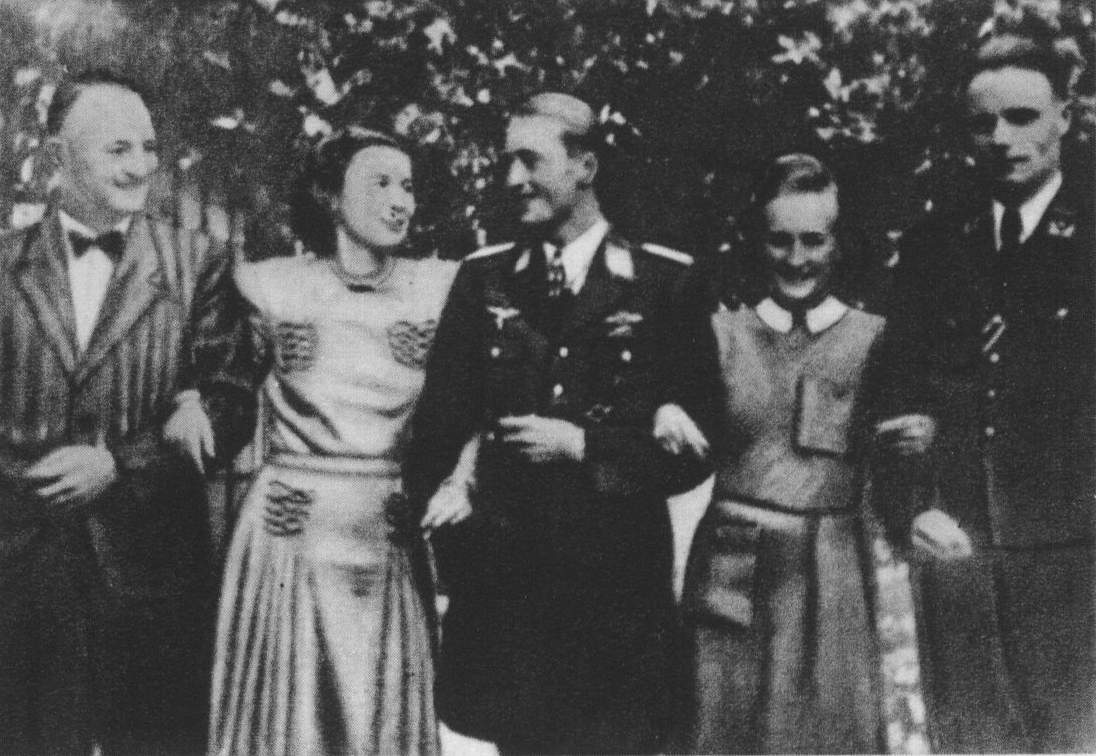
Ludwig Hahn (links), Johannes Steinhoff (Mitte)

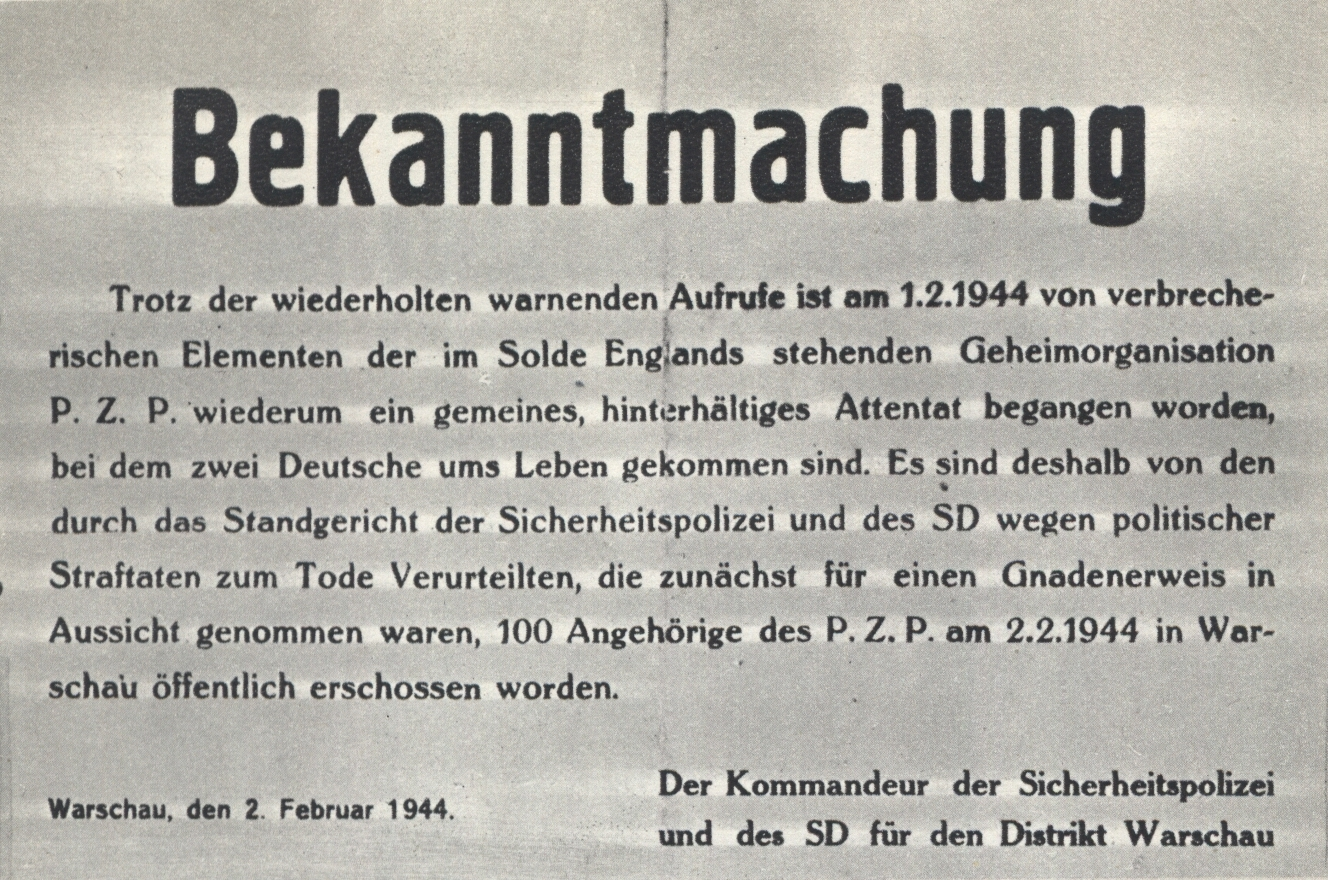
Ludwig Hahn ordnet die Erschießung von 100 Geiseln als Rache für den Tod von Franz Kutschera an.

Ludwig Hermann Karl Hahn (* 23. Januar 1908 in Eitzen (Landkreis Uelzen); † 10. November 1986 in Ammersbek) war ein deutscher Jurist und im nationalsozialistischen Deutschen Reich SS-Standartenführer, Regierungsdirektor, Leiter der Staatspolizeistelle Weimar, Führer des Einsatzkommandos 1 der Einsatzgruppe I in Polen und als Kommandeur der Sicherheitspolizei und des SD in Krakau sowie Warschau mitverantwortlich für die endgültige Räumung des Warschauer Ghettos 1943.

## Herkunft und Studium
Ludwig Hahn war Sohn des Bauern Ludwig Hahn. Er hatte vier Geschwister. Nach dem Besuch der Volksschule trat er 1918 in das Realgymnasium Lüneburg ein und legte dort 1927 die Reifeprüfung ab. Von 1927 bis 1931 studierte Hahn an den Universitäten Jena und Göttingen Rechtswissenschaft. Hahn trat während seines Studiums in die Landsmannschaft Suevia Jena ein. Die erste juristische Staatsprüfung legte er am 27. Juni 1931 ab und promovierte am 27. Juli 1932 zum Dr. jur. Seine Referendarzeit verbrachte Hahn in Lüneburg, Naumburg, Weimar und Jena, bevor er am 29. April 1935 seine zweite Staatsprüfung absolvierte. 1935 heiratete er Charlotte Steinhoff, Schwester des Wehrmacht Offiziers und späteren Vier-Sterne-General der Bundeswehr Johannes Steinhoff.  

## Berufliche und politische Aktivitäten im Nationalsozialismus
Unmittelbar darauf wurde Hahn am 1. Juni 1935 als Referent in das Sicherheitshauptamt des Reichsführers SS berufen (SS-Nummer 65.823). Am 1. Januar 1936 kam er als Assessor zur Staatspolizeistelle Hannover und übernahm dort die Stellvertretung des Leiters. Nach einer Versetzung an die Gestapo Berlin am 1. September 1936 leitete er ab April 1937 die Staatspolizeistelle Weimar. In dieser Funktion war er auch der ständige Vertreter des Polizeipräsidenten.
In seinem Lebenslauf vom 7. Oktober 1936 geht Hahn auch ausführlich auf seinen politischen Werdegang ein:

„Politisch habe ich mich nur innerhalb der nationalsozialistischen Bewegung betätigt. Am 1. Februar 1930 trat ich in Göttingen in die NSDAP ein und erhielt die Mitgliedsnummer 194 463. Gleichzeitig wurde ich Mitglied des NSDStB. Im Juni 1930 meldete ich mich in Jena zur SA, im Dezember 1930 wurde ich zum SA-Scharführer befördert. Nach Ablegung meiner ersten juristischen Staatsprüfung, Ende Juli 1932, gab ich den SA-Dienst auf, um nicht aus dem preußischen Justiz-Ausbildungsdienst entfernt zu werden. Der NSDAP gehörte ich weiterhin an.
Am 21. April 1933 trat ich in die SS ein. Bis Ende Mai 1933 machte ich Dienst im 2. Sturm II/17. SS-Standarte in Lüneburg. Von Ende Mai bis Ende Oktober 1933 gehörte ich zum 3. Sturm IV/26. SS-Standarte in Hamburg, von Ende Oktober bis Ende Dezember 1933 zum 1. Sturm I/47. SS-Standarte in Weimar. Von dort wurde ich zur Stabswache des SS-Oberabschnitts Mitte in Weimar überwiesen. Im Februar 1934 wurde ich abkommandiert zum SD-RFSS im SD-Oberabschnitt Mitte und im Mai 1934 in den SD übernommen.
Seit April 1933 bin ich Mitglied des NS-Rechtswahrerbundes. Im April/Mai 1933 gründete ich im Gau Ost-Hannover die Gruppe Jungjuristen des NSRB. Im März 1934 nahm ich an dem 1. Juristenkursus der Thüringischen Staatsschule für Führertum und Politik in Ependorf teil.“

Seit August 1935 war er mit Charlotte, geb. Steinhoff und Schwester von Johannes Steinhoff, verheiratet. Aus der Ehe gingen vier Kinder hervor.
Hahn absolvierte zwei achtwöchige Lehrgänge bei der Wehrmacht: vom 8. August bis zum 3. Oktober 1936 beim Ergänzungs-Bataillon 56 in Braunschweig und vom 2. Januar bis 1. März 1937 bei der Panzer-Abwehr-Abteilung 3 in Frankfurt/Oder, aus dem er als Gefreiter und Reserve-Offizier-Anwärter entlassen wurde.

## Zweiter Weltkrieg: Einsatz bei SD, SS, bei der Vernichtung des Warschauer Ghettos und Terroraktionen
Beim Überfall auf Polen im September 1939 wurde Hahn zum Führer des Einsatzkommandos 1 der Einsatzgruppe I unter Bruno Streckenbach für das „Unternehmen Tannenberg“ tätig, mit der Aufgabe der „Bekämpfung aller reichs- und deutschfeindlichen Elemente rückwärts der fechtenden Truppe“ und der gleichzeitigen möglichst umfassenden „Dezimierung“ der polnischen Intelligenz (insbesondere diejenigen, deren Namen im Sonderfahndungsbuch Polen enthalten waren). Die Einsatzgruppe I wurde im August 1939 in Wien aufgestellt und im Bereich der 14. Armee in Polen eingesetzt. Nach einer Einquartierung in Sanok vom 26. September bis zum 26. Oktober und Einsätzen in Neutitschen, Bielsko und Rzeszów wurden die Einsatzgruppen am 20. November 1939 aufgelöst.
Im Januar 1940 folgte Hahn Walter Huppenkothen als Kommandeur der Sicherheitspolizei und des SD (KdS) in Krakau nach. Schon am 14. August 1940 wurde er zum Reichssicherheitshauptamt versetzt und gleichzeitig als Sonderbeauftragter des Reichsführers SS beim deutschen Gesandten in Preßburg abgeordnet, wo er als Berater des slowakischen Innenministers für den Bereich Polizei tätig war. Ab April 1941 übernahm Hahn im Zuge des Balkanfeldzuges das Kommando der Einsatzgruppe Griechenland.
Am 1. August 1941 übernahm er die Nachfolge von SS-Sturmbannführer Johannes Müller als KdS Warschau. In dieser Funktion war er mitverantwortlich für die Liquidierung des Warschauer Ghettos durch Deportationen in das Vernichtungslager Treblinka im Sommer 1942. Als KdS unterstanden Hahn ca. 500–600 Mann (dazu gehörte auch der SS-Unterscharführer Josef Blösche) sowie ca. 1000 polnische Kriminalpolizisten und aus Ukrainern und Kosaken bestehende Wachkompanien; insgesamt ca. 2000 Mitarbeiter und Bedienstete. Bis zum Spätherbst 1942 wurden 300.000 Juden deportiert.
Hahn war zudem maßgeblich in die Terrormaßnahmen gegen die Bevölkerung Warschaus involviert und mit seiner Dienststelle auch an der Niederschlagung des Warschauer Aufstandes im Spätsommer 1944 sowie den Morden an und der Vertreibung von Zivilisten als auch der Zerstörung Warschaus beteiligt.
Am 16. Dezember 1944 wurde Hahn als Chef der Einsatzgruppe L (Cochem) an die Westfront versetzt, um dann am 31. Januar 1945 nochmals an die Ostfront zur Heeresgruppe Weichsel als Beauftragter von Carl Oberg zurückzukehren. Er war danach im Stab des Höheren SS- und Polizeiführers in Dresden und wurde noch im März 1945 als Kommandeur der Sicherheitspolizei und des SD in Westfalen und zum Schutz von Gauleiter Alfred Meyer eingesetzt. Am 29. März 1945 wollten 120 Gefolgsleute der Gestapo vor der nahenden Front fliehen, wurden jedoch in der Münsteraner Gestapo-Zentrale an der Gutenbergstraße von Hahn abgepasst und an die zu diesem Zeitpunkt am Dortmund-Ems-Kanal östlich der Stadt verlaufende Front abkommandiert.

## Nachkriegszeit, Verhaftungen und Verurteilung

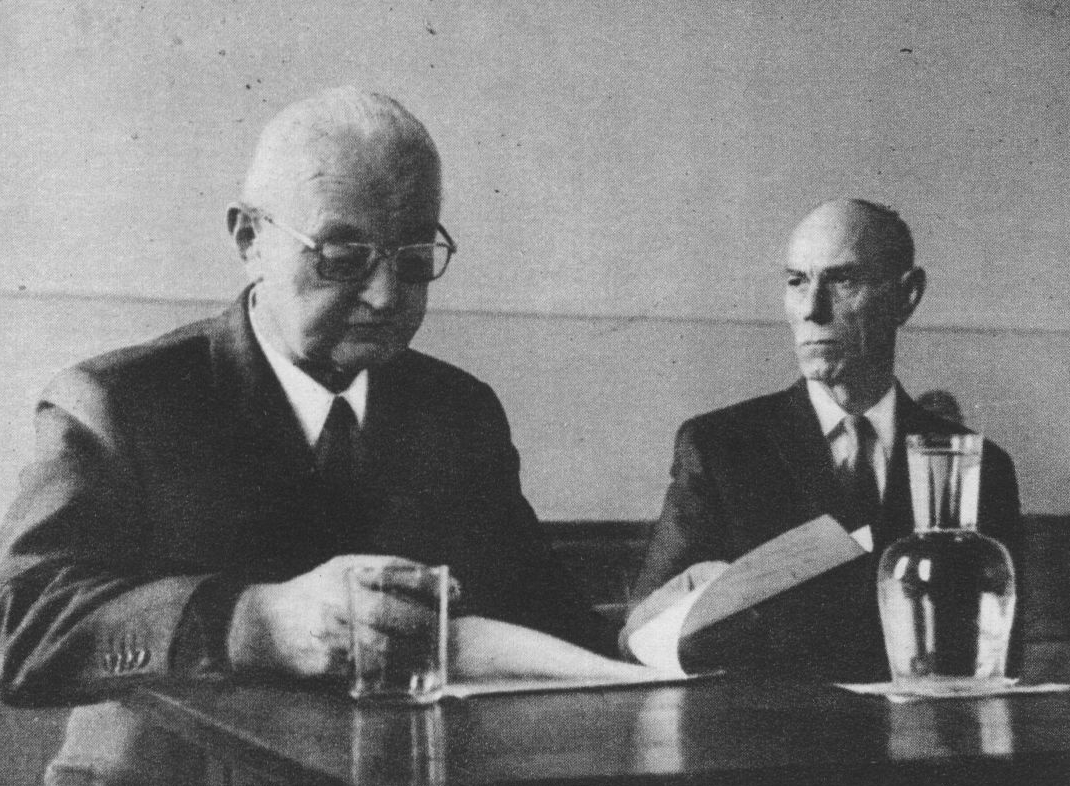
Ludwig Hahn und Thomas Wippenbeck auf der Anklagebank

Nach Kriegsende war Hahn zunächst unter falschem Namen in Bad Eilsen untergetaucht und verdiente seinen Lebensunterhalt als Landarbeiter. Hahn nahm 1949 wieder seinen richtigen Namen an und fand über seinen Schwiegervater eine Beschäftigung in der Textilbranche, zuletzt war er Verkaufsleiter bei Scharpenack & Teschenmacher in Wuppertal. Im Herbst 1951 wechselte er in die Versicherungsbranche, wurde stellvertretender Organisationsdirektor der Karlsruher Lebensversicherung AG und leitete für dieses Unternehmen ab 1955 die Hamburger Dependance. Ende 1958 wechselte Hahn in Hamburg zur Hans Rudolf Schmidt & Co GmbH, wo er die Sparte Lebensversicherung leitete und als Prokurist tätig war. Ein Journalist, der zufällig in einem Hamburger Hotel von Hahns Aufenthalt in Hamburg erfuhr, wandte sich an die Zentrale Stelle der Landesjustizverwaltungen und zeigte Hahn an.
Anfang Juli 1960 wurde Hahn an seinem Wohnsitz in Hamburg-Bahrenfeld verhaftet und in Untersuchungshaft genommen, aus der er erst ein Jahr später im Juli 1961 unter Auflagen wieder entlassen wurde, nachdem es nicht gelungen war, eine tragfähige Anklage beizubringen. Er kehrte an seinen Arbeitsplatz zurück, kaufte ein Grundstück und ließ dort ein Einzelhaus errichten, das er mit seiner Frau und den vier Kindern bezog. In der Zwischenzeit liefen die Ermittlungen in partieller Zusammenarbeit mit polnischen Behörden gegen Hahn weiter. Nachdem die Beweislage gegen Hahn ausreichend war, wurde er im Dezember 1965 erneut inhaftiert und nach zwei Jahren „aus gesundheitlichen Gründen“ wiederum entlassen. Seine alte Arbeitsstelle hatte er inzwischen verloren, war danach kurzzeitig bei einem Investmentunternehmen angestellt und wurde schließlich als freier Versicherungsmakler tätig. Ab 1969 wurde über Hahn in der Presse berichtet. Die Holocaustüberlebenden Simon Wiesenthal und Joseph Wulf kritisierten die Dauer des langwierigen Ermittlungsverfahrens gegen Hahn.
Im Mai 1972 begann vor dem Hamburger Schwurgericht gegen Hahn die Hauptverhandlung zum Tatkomplex Gestapo-Gefängnis Pawiak. Hahn wurde der „Beihilfe zum Mord an mindestens 100 Polen“ für schuldig befunden, die auf seine Anordnung am 21. Juli 1944 erschossen wurden. Für dieses Verbrechen wurde er am 5. Juni 1973 zu zwölf Jahren Freiheitsstrafe verurteilt. Ein Revisionsantrag wurde durch den Bundesgerichtshof am 4. März 1975 zurückgewiesen. Am 5. März 1975 wurde Hahn erneut festgenommen und in die Haftanstalt überführt. Das Landgericht Hamburg verurteilte ihn am 4. Juli 1975 nach einem weiteren Verfahren schließlich wegen seiner Mitverantwortung (gemeinschaftlicher Mord) für die Judendeportationen aus dem Warschauer Ghetto zu einer lebenslangen Haftstrafe. Zuvor waren bereits ihm untergebene Täter wie Heinrich Klaustermeyer 1965 in der Bundesrepublik Deutschland durch das Landgericht Bielefeld und Josef Blösche 1969 in der DDR durch das Bezirksgericht Erfurt schon lange abgeurteilt worden u. a. aufgrund von Material aus Deutschland und Polen. Auch nach diesem Verfahren gegen Hahn wurde durch den BGH am 11. Januar 1977 einem Revisionsantrag nicht stattgegeben. Hahn wurde am 30. September 1983 aus der Haft entlassen und starb am 10. November 1986.

## Beförderungen
- SS-Rottenführer: 9. November 1934[20]
- SS-Unterscharführer: 1. Juni 1935[20]
- SS-Hauptscharführer: 9. November 1935[20]
- SS-Untersturmführer: 20. April 1936[20]
- SS-Obersturmführer: 30. Januar 1938[20]
- SS-Hauptsturmführer: 1. August 1938[20]
- SS-Sturmbannführer: 26. September 1938[20]
- Oberregierungsrat: 12. September 1941[21]
- SS-Obersturmbannführer: 9. November 1941[21]
- SS-Standartenführer: 20. April 1944[22]
- Regierungsdirektor: 20. April 1944[22]

## Auszeichnungen
- Eisernes Kreuz (1939) II. Klasse am 6. Dezember 1940[21]
- Kriegsverdienstkreuz II. und I. Klasse mit Schwertern am 30. Januar 1943[21]
- Eisernes Kreuz (1939) I. Klasse am 9. Oktober 1944[22]